# Station Nieszawa Wąskotorowa
Station Nieszawa Wąskotorowa was een spoorwegstation in de Poolse plaats Waganiec.